# Glutinoagger fibulatus
Glutinoagger fibulatus är en svampart som beskrevs av Sivan. & Watling 1980. Glutinoagger fibulatus ingår i släktet Glutinoagger, klassen Agaricomycetes, divisionen basidiesvampar och riket svampar.   Inga underarter finns listade i Catalogue of Life.